# NGC 3105
NGC 3105 je otvoreni skup u zviježđu Jedru.

## Vanjske poveznice
- SEDS: NGC 3105